# Pietro Giacinto Garassini
Pietro Giacinto Garassini (Toirano, 1787 – Toirano, 1868) è stato un politico italiano.

## Biografia
Medico chirurgo e filantropo, diresse la clinica medica di Montpellier. Fu Deputato del Regno di Sardegna per due legislature.